# Osmia steinmanni
Osmia steinmanni A. Müller, 2002 è un imenottero apoideo della famiglia Megachilidae, riconosciuto solo nel 2002. 

## Descrizione
È lunga tra gli 8 e i 10 mm e si distingue dalla congenere Osmia inermis per la differente forma della mandibola.

## Distribuzione
Fino ad ora è stata censita solo nelle regioni alpine della Svizzera orientale. Individui di entrambi i sessi sono stati osservati ad Ebenalp, Altenalp e Fälalp, sulle pendici del Säntis, nel cantone di Appenzello Interno. Altri individui maschi sono stati trovati ad Avers nel canton Grigioni.